# Високий замок
Висо́кий За́мок — замок, збудований під керівництвом Короля Русі Лева Даниловича, як його резиденція, потім — польського короля Казимира III на Замковій горі у Львові.  В період Київської Русі, служив головною скарбницею держави де зберігались регалії влади, зокрема корони та престоли, а також цінні хрести, в тому числі із частинами Животворного Хреста. Після захоплення Галичини краківським королем Казимиром та утвердження польської влади використовувався як в´язниця. Майже повністю розібраний протягом XIX століття.

## Історія

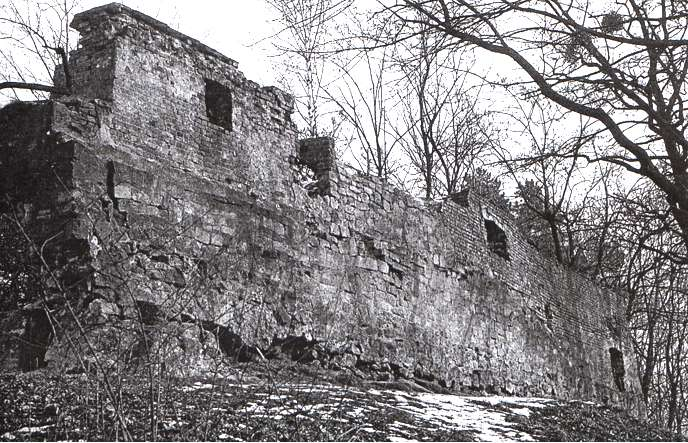
Залишки Високого замку

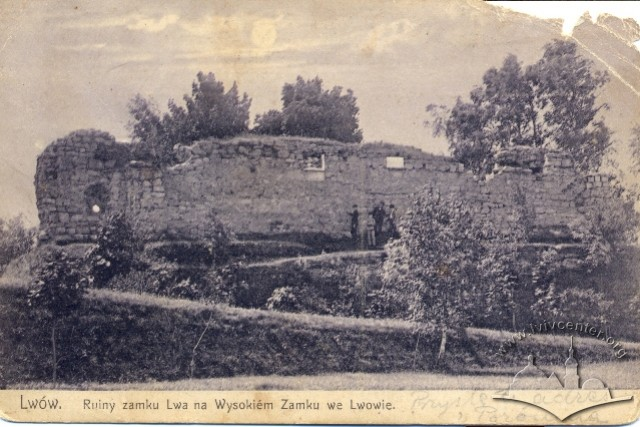
Архівна світлина, бл. 1906—1916

### Руське Королівство

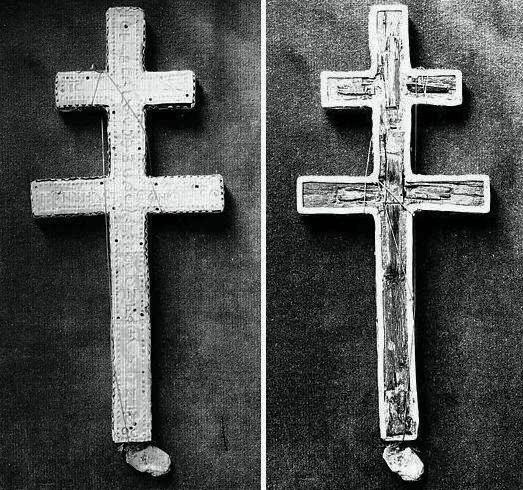
Хрест із частиною Животворного Хреста, який знаходився у скарбниці Високого Замку до 1340 (зараз зберігається у соборі Паризької Богоматері)

За архівними документами і науковою літературою Високий та Низький замки у Львові виникли в часи Галицько-Волинської держави. З руських літописів і пізніших хронік XVI–XVII ст. (Яна Альнпека, Мартіна Ґруневеґа, Бартоломея Зиморовича) відомо, що на Замковій горі під керівництвом князя Лева Даниловича збудували укріплення. Вони були дерев'яно-земляними, як і переважна більшість руських градів. 1259 року на вимогу хана Бурундая, укріплення були розібрані, але в 1270 році відбудовані наново. Львівський історик Бартоломей Зиморович вважав цей рік датою первісного будівництва фортифікацій на Замковій горі. Цікаві свідчення дає подія 1287 р.: тоді хан Телебуга взяв в облогу Львів, проте після двох тижнів, підрахувавши втрати (12 тисяч), згорнув облогу і відвів війська. Із цього можна зрозуміти, що укріплення Львова на той момент були відновлені та перебували у хорошому стані.
Стосовно характеру укріплень, то, за свідченнями Бартоломея Зіморовича, при будівництві використовували «трами». Дослідники сперечаються, чи мова йде про дерев'яні колоди, чи про кам'яні брили. При цьому на замковій горі є значні поклади каменю, а також під час розкопок було виявлено залишки круглої вежі ХІІІ ст.. Крім того, як свідчить Б. Зиморович, князь Лев Данилович, засновник Львова, мав войовничий характер і винаходив машини для здобуття фортець (тобто добре розумівся на технологіях взяття та оборони фортець). Це дає підстави зробити припущення, що вже у кінці ХІІІ ст. при будівництві та відновленні Високого замку застосовувались передові технології та могли використовуватись кам'яні муровані конструкції. Про те, що у Галицько-Волинській державі станом на ХІІ-ХІІІ ст. існувало кам'яне оборонне будівництво свідчить збережена до сьогодні пам'ятка у м. Стовп'є (Столп'є) поблизу Холма — кам'яна мурована вежа.
У 1340 році, коли Львів вперше був захоплений Казимиром ІІІ, за словами хроніста Яна Длуґоша, було спалено дерев'яний замок. Повторно нашвидку відновлений замок, був спалений литовцями у 1353 році.

### Руське воєводство
Новий мурований замок, постав на Замковій горі наприкінці XIV століття, вже після закріплення на цих українських теренах Королівства Польського 1387 року та перетворення галицьких земель Руського Королівства у Руське Воєводство. Він став резиденцією королівського старости й залоги. Його використовували також як в'язницю. Тут, зокрема, перебували полонені в битві під Ґрюнвальдом у 1410 році німецькі лицарі, згодом утримували княжну Гальшку Острозьку.
Згідно з описом, 1562 року був у доброму стані, мав каплицю з необхідними предметами, склепіння для «чуваючих», 10 гармат, інструменти для розбивання мурів, багато куль, дуже багато пороху, пишне королівське помешкання, муровані аркадні галереї (пол. krużganek), башти тощо.

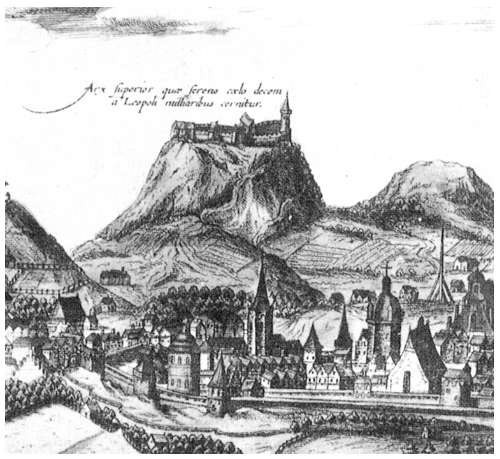
Фрагмент гравюри панорами Львова 17 століття із зображенням Замкової гори

Високий Замок не раз добудовували та ремонтували. Під час української революції під проводом Б. Хмельницького Високий замок 15 жовтня 1648 року здобули селянсько-козацькі загони полковника Максима Кривоноса. 1672 року був захоплений під час турецько-татарської навали. На 1704 рік, коли Львів здобули шведи, замок був вже значно ушкоджений. 

### Королівство Галичини та Володимирії
Після 1772 року австрійська влада ініціювала розбирання фортифікацій навколо середмістя (1777 рік) На початку XIX століття більшу частину Високого Замку розібрали; розбирали на будівельний матеріал мальовничі скелі, на яких знаходився фундамент фортеці. Зокрема, кам'яниця на вулиці Личаківській, № 3 збудована з нього. Рештки мурів майже дощенту знищили у 1868–1869 роках під час насипання копця Люблінської унії. Фрагмент стіни, що зберігся — це південний мур так званого пригородку — двору між головними зовнішньою та внутрішньою брамами замку.

### Сучасний стан
У 2004–2005 роках у Львові обговорювалася можливість відтворення на Замковій горі кам'яної споруди замку. Проєкт знайшов своїх прибічників і противників, та не був реалізований.